# Aqueduc de l'Anio Novus
L'aqueduc de l'Anio Novus ou aqueduc du Nouvel Anio (en latin : Aqua Anio Novus) est un aqueduc de Rome, commencé par l’empereur Caligula en 38 ap. J.-C.

## Histoire
Sous le consulat de Marcus Aquila Iulianus et Caius Nonius Asprenas en 38, l'empereur Caligula commence la construction d'un nouvel aqueduc,,. Frontin signale que Caligula commence aussi la construction de l'aqueduc de l'Aqua Claudia, contredisant Suétone.
Les travaux sont achevés de manière somptueuse sous le règne de l’empereur Claude,, aux calendes d'août (1er août) 52, sous le consulat de Faustus Cornelius Sulla Felix et Lucius Salvius Otho Titianus, en même temps que ceux de l'aqueduc de l'Aqua Claudia.
D'après Pline l'Ancien, le coût des deux aqueducs avoisine les 350 000 000 sesterces. 

## Description

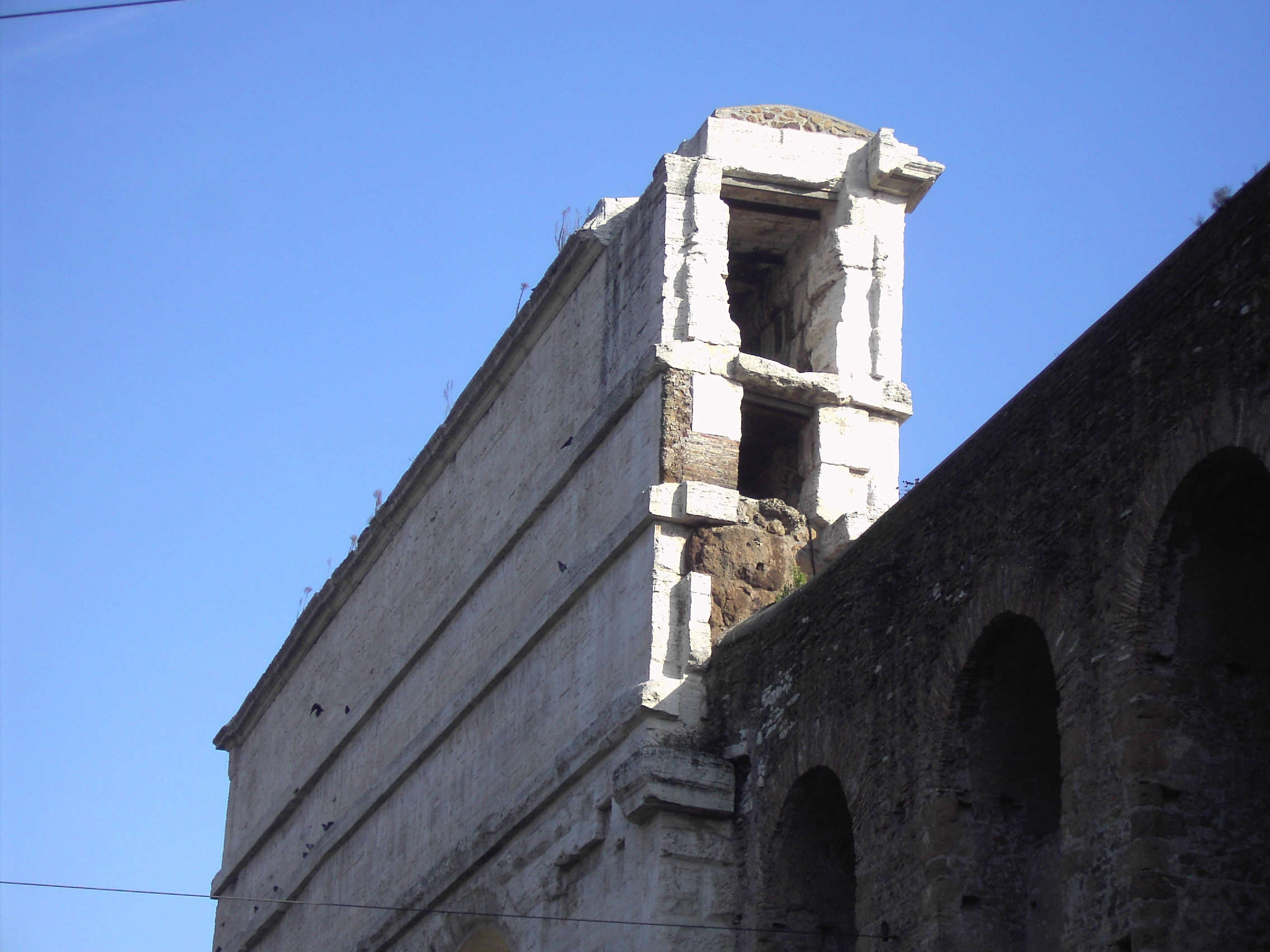
Porte Majeure : l'Aqua Claudia passe sous l'Aqua Anio Novus.

L'aqueduc est long de 58 700 pas (soit 87 km) dont 49 300 (73 km) en conduits souterrains et 9 400 (14 km) en ouvrages aériens, dont 2 300 (3,4 km) en substructions et arcades près de la source et 7 100 pas (10,5 km) près de la ville. Comme l'aqueduc de l'Aqua Marcia et l'aqueduc de l'Aqua Claudia, l'aqueduc de l'Anio Novus longe d'abord la rivière dont il capte les eaux. Il longe ensuite la Via Latina sur près de 10 km et son canal se trouve superposé à celui de l'Aqua Claudia sur les 13 derniers kilomètres avant Rome. Les arches atteignent une hauteur de 109 pieds (35 mètres). Certaines d'entre elles sont encore visibles aujourd'hui dans la campagne romaine. Il est moins long de 4 km que l'aqueduc de l'Aqua Marcia, bien qu'il capte des sources très en amont dans la vallée de l'Anio. 
Avec une hauteur maximale de 47,52 mètres, il est l'aqueduc le plus élevé de la ville à l'époque de Frontin, donc avant la construction de l'aqueduc de l'Aqua Traiana et celui de l'Aqua Alexandriana. Il fournit en eau les régions élevées de Rome, tout comme l’aqueduc de l'Aqua Claudia qu'il rejoint dans la ville. Il passe la porte Majeure avec l'Aqua Claudia où les deux ouvrages croisent l'Aqua Marcia portant le canal de l'Aqua Tepula. L'Aqua Anio Novus se termine sur l'Esquilin, au-delà des Jardins de Pallas.
Cet aqueduc, l'un des plus longs de Rome, est aussi celui qui fournit le plus d'eau à la ville,.

## Fonction

### Usage
Avant les réformes de Frontin, l'aqueduc de l'Anio Novus est utilisé pour combler les insuffisances des autres aqueducs. Ces eaux sont mélangés à celles de l'aqueduc de l'Aqua Claudia et de l’Aqua Tepula, qu'il a l'inconvénient de troubler.
L'eau est inscrite dans les règlements à l'époque de Frontin avec un débit de 3 263 quinaires (135 000 m³/j), mais l'administrateur principal des eaux de Rome a pu constater un débit de 4 738 quinaires (197 000 m³/j) à la tête de l'aqueduc. Frontin signale une distribution de 4 211 quinaires (178 000 m³/j), ce qui contredit les chiffres inscrits dans ce règlement. Il découvre donc que les 527 quinaires (22 000 m³/j) manquants, et même plus, sont dérobés au passage.
À l’origine, l’eau est ponctionnée de la rivière Anio, située à l'est de Rome. À sa construction, il existe déjà un aqueduc portant le nom d'Aqueduc de l'Anio, c'est pour cette raison que cet aqueduc se nomme Aqua Anio Novus. Il livre un flot assez trouble, car la rivière dont il capte les eaux traverse des terres cultivées dans un terrain gras aux rives friables et au cours boueux et trouble, selon Frontin. C'est pourquoi il est établi à la tête de l'aqueduc un bassin de décantation, afin que l'eau se repose et pénètre limpide dans les conduites.
L'eau de la rivière Anio provient d'un lac où l'eau est très claire, mais elle se trouble souvent, même par beau temps, à cause de ses rives friables, aussi bien en hiver qu'en été. L'aqueduc de l'Anio Novus, au contraire de l'aqueduc de l'Anio Vetus, voit ses eaux se mélanger aux autres et ainsi diminue la qualité des autres eaux en les troublant. Après les réformes de Frontin, à la suite d'une décision de l'empereur Trajan, on tente de remédier aux défauts de cette eau, en supprimant la prise d'eau établie dans la rivière et en y mêlant les eaux de deux des trois lacs situés en amont, créés par Néron pour sa villa de Subiaco.

### Distribution
Hors de la ville, 1 145 quinaires (48 000 m³/j) sont distribués de la manière suivante :
- 731 quinaires (30 000 m³/j ; 64 %) sont réservés à l'empereur[a 7] ;
- 414 quinaires (17 000 m³/j ; 36 %) pour les particuliers[a 7].

Avec l'aqueduc de l'Aqua Claudia, qu'il rejoint, il fournit aussi 3 824 quinaires (159 000 m³/j) pour les 14 régions de la Rome augustéenne au moyen de 92 châteaux d'eau : 
- 779 quinaires (32 000 m³/j ; 20 %) sont réservés à l'empereur[a 7] ;
- 1839 quinaires (76 000 m³/j ; 48 %) pour les particuliers[a 7] ;
- 1206 quinaires (50 000 m³/j ; 32 %) pour les usages publics[a 7], dont :
  - 522 quinaires (22 000 m³/j ; 14 %) pour 18 ateliers publics[a 7] ;
  - 99 quinaires (4 000 m³/j ; 3 %) pour 12 lieux de spectacle[a 7] ;
  - 481 quinaires (20 000 m³/j ; 13 %) pour 226 bassins[a 7] ;
  - 104 quinaires (4 000 m³/j ; 3 %) pour neuf camps[a 7].